# Куютлан
Куютла́н (исп. Cuyutlán) — небольшой посёлок в Мексике, в штате Колима, входит в состав муниципалитета Армерия. Численность населения, по данным переписи 2020 года, составила 1006 человек.

## Общие сведения
Название Cuyutlán с языка науатль можно перевести как: место койотов.
Поселение было основано в доиспанский период.
Первое упоминание относится к 1554 году. В записях Леброна Киньонеса оно встречается как производитель соли с доколумбовых эпох.
22 июня 1932 года поселение подверглось цунами.
Куютлан находится в 11 км к западу от муниципального центра, города Сьюдад-де-Армерия, и в 60 км к юго-западу от столицы штата, города Колимы, на федеральной трассе 200.
Куютлан имеет туристическую привлекательность: морские пляжи с высокими волнами, привлекающими сёрферов, вкусные блюда из морепродуктов. Также в нескольких километрах к северу находится лагуна Куютлан, входящая в экологическую зону Эль-Туртугарио, привлекающая экотуристов. Здесь обитают чёрные и оливковые черепахи и другие редкие животные.
В посёлке находится музей соли, рассказывающий о истории и технологии её производства.

## Население
| Год  | Численность | Численность |
| ---- | ----------- | ----------- |
| 2000 | 1383        | [ 8 ]       |
| 2005 | 926         | [ 9 ]       |
| 2010 | 1002        | [ 10 ]      |
| 2020 | 1006        | [ 11 ]      |